# Rhamphophasma modestum
Rhamphophasma modestum är en insektsart som beskrevs av Brunner von Wattenwyl 1893. Rhamphophasma modestum ingår i släktet Rhamphophasma och familjen Phasmatidae. Inga underarter finns listade i Catalogue of Life.